# Eliurus myoxinus
Eliurus myoxinus és una espècie de mamífer rosegador de la família dels nesòmids. És endèmic de Madagascar, on viu a altituds d'entre 0 i 1.250 msnm. Sovint grimpa als arbres, on nia als forats dels troncs. Els seus hàbitats naturals són els boscos, particularment els caducifolis. Està amenaçat per la destrucció del seu medi a causa del pasturatge, la producció de carbó vegetal i els incendis forestals. El seu nom específic, myoxinus, significa ‘ratolí ràpid’ en llatí.